# Pigarg de Steller
El pigarg de Steller
(Haliaeetus pelagicus) és un ocell rapinyaire de la família dels accipítrids (Accipitridae). Habita les costes i rius a prop de la desembocadura, a la costa oriental de Sibèria, des de Koriàkia fins al krai de Khabàrovsk i Sakhalín. En hivern arriba fins a la Xina, Corea, Japó i les illes Ryukyu. El seu estat de conservació es considera vulnerable.